# Przycłapy
Przycłapy [pronunciación en polaco: /pʂɨt͡sˈwapɨ/] es un pueblo ubicado en el distrito administrativo de Gmina Wierzchlas, dentro del condado de Wieluń, Voivodato de Łódź, en el centro de Polonia. Se encuentra a unos 3 kilómetros al suroeste de Wierzchlas, a 7 kilómetros al sureste de Wieluń, y a 88 kilómetros al suroeste de la capital regional Łódź.